# Польский народный календарь
Польский народный календарь имеет параллели с официальными Праздниками Польши, но не тождественен им. Основу польского народного календаря образует синтез католических и славянских традиций. Так, например, летоисчисление и содержание праздников католические, а названия и форма славянские.

## Зима
6 декабря (grudnia) празднуются Миколайки (пол. Mikołajki: день святого Николая), когда дети получают угощения. Накануне 1 января отмечают день Святого Сильвестра (пол. Sylwester), связанный с фейерверками и шампанским. 6 января (stycznia) празднуют день Трех Королей (Богоявление), который сопровождается карнавальными шествиями. Имена трёх королей звучат как Каспар, Мельхиор и Бальтазар. Карнавальное время продолжается до времени Великого Поста.

## Весна
Великий пост начинается с Пепельной Среды (пол. Popielec) и заканчивается Пасхой (пол. Wielkanoc), на которую расписывают и едят яйца. После Пасхи традиционно празднуется Эмаус.

## Лето
В начале лета празднуют праздник Божьего Тела (пол. Boże Ciało). 15 августа отмечают день Успения Богородицы (пол. Zaśnięcie Bogurodzicy). Центром праздника становится католический паулинский монастырь в Ченстохова с иконой Черной Мадонны.

## Осень
2 ноября (listopada) отмечают День всех святых (пол. Zaduszki: Задушки), когда посещают могилы умерших родственников и зажигают там свечи. 30 ноября в Польше отмечают день Анджейки (пол. Andrzejki: святого Андрея)